# Northrop Alpha
Dimensions
Le Northrop Alpha est un avion de transport de passagers produit par la Northrop Corporation et mis en service au début des années 1930. Trois appareils sont rachetés par le United States Army Air Corps pour le transport de personnalités politiques et reçoivent la désignation C-19.

## Historique

### Développement
Fort de son expérience sur le Lockheed Vega, Jack Northrop imagina un moyen-courrier plus perfectionné. Désormais conçu comme un aéronef tout-métal, le prototype Alpha bénéficia de deux avancées de l’aérodynamique : des ailes raccordées par congés au fuselage, que le Guggenheim Aeronautical Laboratory du CalTech venait de tester, et un fuselage multicellulaire à membrane raidie, une invention de Northrop lui-même, qu'il réemploya plus tard pour le Douglas DC-2 et le Douglas DC-3. Par ailleurs, l’Alpha fut le premier moyen-courrier doté d'embouts antigel en caoutchouc sur les ailes et les francs-bords de l'empennage ce qui, combiné à sa console de radionavigation dernier-cri, lui permettait de voler indifféremment de jour et de nuit, à peu près quel que soit le temps. Le vol d'essai eut lieu en 1930, et au total 17 exemplaires ont été construits.
Le Northrop Alpha évolua ensuite vers un modèle de transporteur rapide, le Northrop Gamma.

### Phase opérationnelle

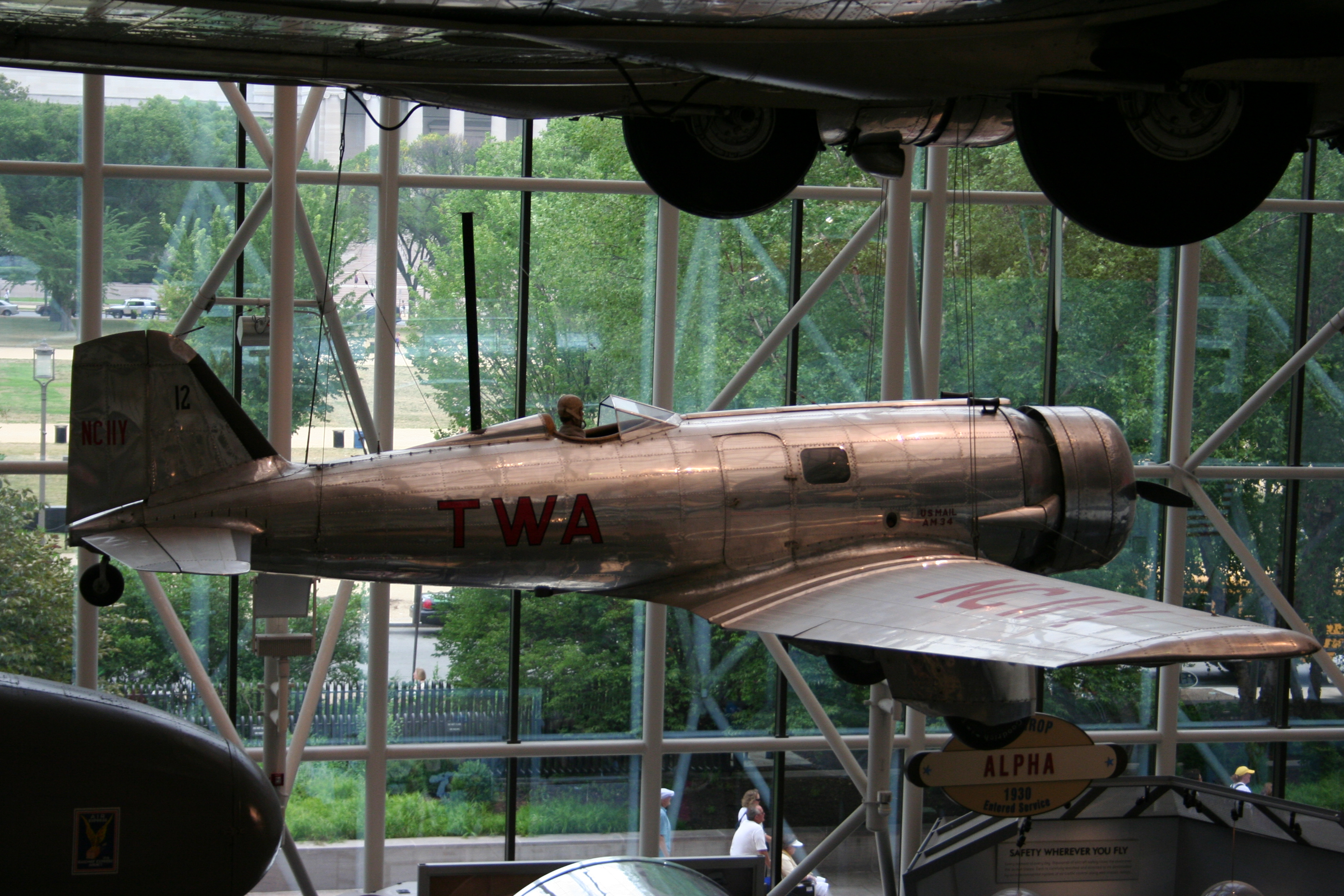
Le Northrop Alpha no 3, aux couleurs de la compagnie TWA, exposé au National Air and Space Museum

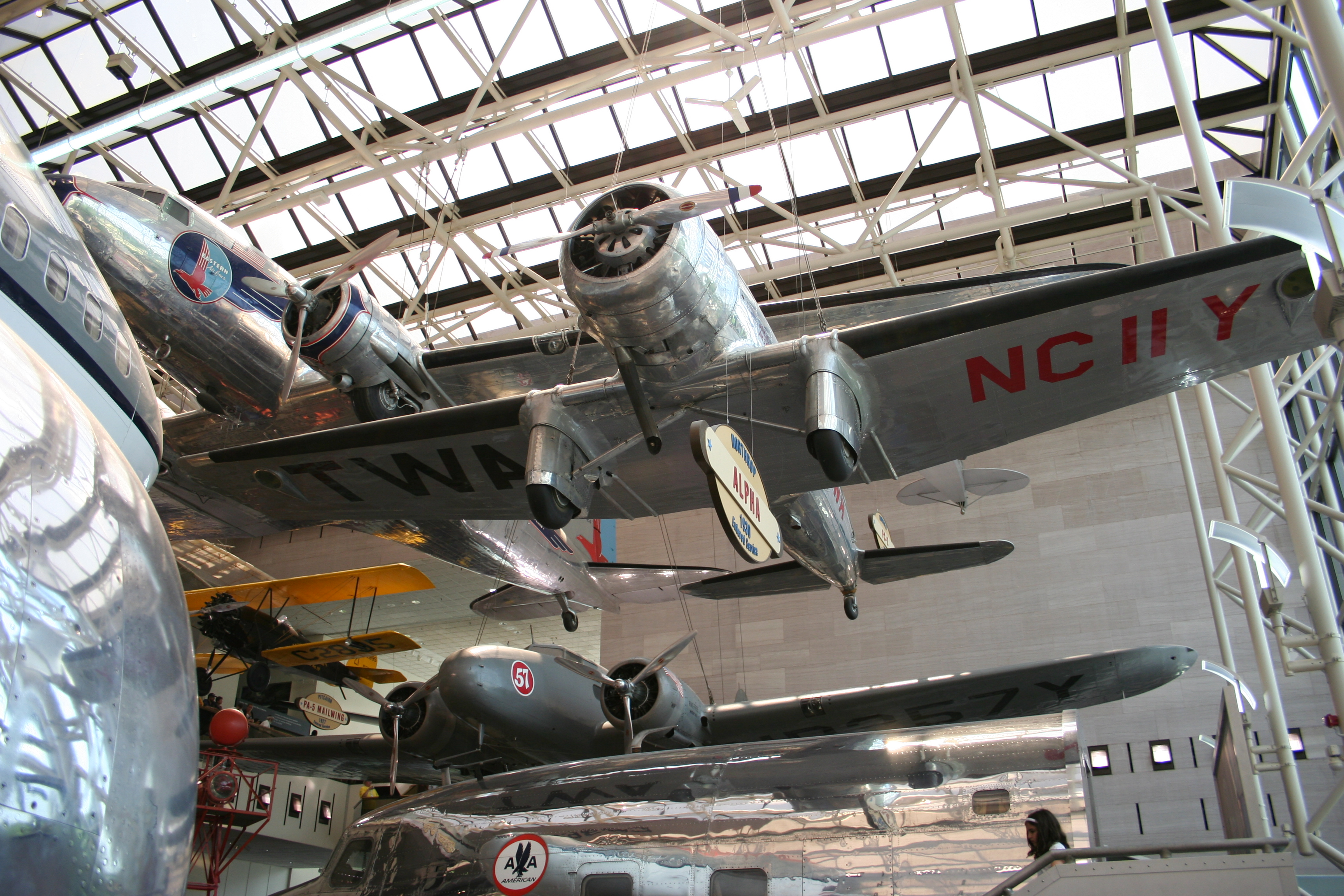
Vue de dessous du « Northrop Alpha »

L’Alpha a été mis en service chez Transcontinental & Western Air (la future compagnie TWA), et effectua son vol inaugural le 20 avril 1931. Le vol de San Francisco à New York se fit en 13 étapes et prit à peine plus de 23 heures. TWA mit en service 14 de ces appareils jusqu'en 1935, pour ses lignes de San Francisco ; Winslow (Arizona) ; Albuquerque (Nouveau-Mexique) ; Amarillo (Texas) ; Wichita (Kansas) ; Kansas City et St. Louis (Missouri) ; Terre Haute et Indianapolis (Indiana) ; Columbus (Ohio) ; Pittsburgh ; et Philadelphie (Pennsylvanie), et New York. Jusqu'en 1939, l'armée américaine aura acheté trois Northrop Alpha (désignés YC-19) pour les voyages officiels.
Les avions de TWA servaient initialement au transport de passagers, mais une adaptation des appareils effectuée aux ateliers Stearman de Wichita donna naissance au modèle 4A qui était un cargo. Stearman et Northrop étaient à ce moment les filiales d'un même groupe.
Le Northop Alpha no 3, NC11Y, a été racheté par TWA en 1975, et est exposé aujourd'hui au National Air and Space Museum de la Smithsonian.